# Dachi Kerashvili
Dachi Kerashvili (gruz. დავით ქერაშვილი; ur. 23 grudnia 1985) – gruziński zapaśnik walczący w stylu wolnym. Zajął piąte miejsce na mistrzostwach świata w 2013. Szesnasty w mistrzostwach Europy w 2014. Trzeci w Pucharze Świata w 2011 roku.